# Calmul dinaintea furtunii
Calmul dinaintea furtunii (Serenity) este un film SF din 2019 regizat de Steven Knight. În rolurile principale joacă actorii Matthew McConaughey, Anne Hathaway, Diane Lane, Jason Clarke, Djimon Hounsou și Jeremy Strong și prezintă căpitanul unei bărci de pescuit care este abordat de fosta sa soție pentru a-i ucide noul soț abuziv. Anunțat pentru prima dată în ianuarie 2017, filmările principale au început în Mauritius în iulie.
A fost lansat în Statele Unite la 25 ianuarie 2019, de către Aviron Pictures. În urma proiecțiilor de test slabe, distribuitorul a renunțat brusc la eforturile de marketing și filmul a fost un eșec critic și comercial.

## Distribuție
- Matthew McConaughey – John Mason/Baker Dill
- Anne Hathaway – Karen Zariakas
- Diane Lane – Constance
- Jason Clarke – Frank Zariakas
- Djimon Hounsou – Duke
- Jeremy Strong – Reid Miller
- Garion Dowds – Samson
- Charlotte Butler – Lois
- David Butler – Jack
- Rafael Sayegh – Patrick Zariakas

## Vezi și
- Listă de filme științifico-fantastice din anii 2010
- Realitatea simulată în ficțiune